# BMW F850 GS
La BMW F850GS y F750GS es una gama de motocicletas doble propósito dentro de la familia GS (del alemán Gelände Strasse) fabricadas en China por la compañía alemana BMW Motorrad desde el año 2018.

## Historia
En la presentación de la BMW F850GS se realizó en la 75.ª Feria Internacional de motos EICMA (Esposizione Internazionale Ciclo Motociclo e Accessori) de Milán y fue el lanzamiento en noviembre de 2017.

## Características de diseño
Esta motocicleta es un desarrollo nuevo de la marca alemana. Basada en su predecesora F800GS, este nuevo modelo cuenta con una larga lista de cambios, tanto estéticos como estructurales como por ejemplo un motor totalmente nuevo, de mayor tamaño y potencia, y el cambio de la posición del tanque de combustible desde la anterior debajo del asiento a la nueva en una posición más tradicional encima del motor. Además, su peso total aumenta considerablemente hasta llegar a los 229 kg en orden de marcha.
El motor es un bicilíndrico en línea enfriado por líquido y tiene cuatro válvulas por cilindro. La fabricación del motor es realizada en China por la firma Loncin. El motor de cuatro tiempos con dos árboles de levas (DOHC) tiene una potencia declarada de 95 HP a 8.250 rpm y un par motor de 92 Nm at 6.250 rpm. Opcionalmente se puede reducir esta potencia a 48HP a 6.500 rpm y 63 Nm at 4,500 rpm para utilizar con licencias de conducir que así lo requieran.
Tiene un arranque eléctrico e inyección electrónica de combustible. La transmisión de potencia a la rueda trasera es por medio de una cadena. Caja de cambios de seis velocidades. El sistema de escape está hecho de acero inoxidable y tiene un convertidor catalítico controlado, ahora está ubicado a la derecha de la motocicleta.
La motocicleta está equipada con discos de freno delanteros dobles con un diámetro de 305 mm y dos pistones de la pinza y la parte trasera con un disco simple con 265 mm y pinza flotante de pistón único. Los sistemas de frenos son Brembo. El sistema ABS antibloqueo de frenos puede desactivarse. 
El tanque de combustible es 15 L (un litro menos que el modelo anterior), ahora se encuentran, ubicado por encima del motor en una forma “tradicional”. 
La altura del asiento baja a 860 mm.  Con el kit de suspensión bajo llega a 815 mm. Un asiento alternativo con menos relleno reduce la altura del asiento a 835 mm. Un asiento “confort” eleva la altura a 875mm y la versión rallye a 890mm. 
Como protección contra el viento cuenta con un parabrisas mediano de plástico transparente.

## Opcionales disponibles
El fabricante ofrece cuatro paquetes opcionales con diferentes mejoras para la moto (Confort, Touring, Dynamic, Luces). Entre las opciones se encuentra, encendido sin llave, modos de conducción agregados, quickshifter, ABS Pro, luces LED, sistema de conectividad para el teléfono inteligente, sistema de emergencia (en caso de accidente se presiona un botón), asiento confort o más bajo, entre muchas otras.

## Las combinaciones de colores
Los colores disponibles son “Racing Red” en base al color rojo, “Light White” en base a color blanco y “Pollux metallic matt” con un color metálico oscuro.

## Neumáticos
Como norma, la F850GS se entrega con neumáticos para asfalto, opcionalmente con neumáticos “off-road”. Cuenta con 
ruedas de radios de alambre tienen llantas de aluminio con un tamaño de 21 pulgadas (delanteras) y neumáticos sin cámara de 90/90 R21’ y 17 pulgadas (traseras) con neumáticos 150/70 R17’